# Distretto di Vrancea
Il distretto di Vrancea (in romeno Județul Vrancea) è uno dei 41 distretti della Romania, ubicato parte nella regione storica della Moldova e parte in quella della Muntenia: in particolare 41 comuni si trovano in Moldavia e 26 in Muntenia.

## Centri principali
| Comune                  | Abitanti |
| ----------------------- | -------- |
| Focșani                 | 99.907   |
| Adjud                   | 18.505   |
| Mărășești               | 12.559   |
| Panciu                  | 8.802    |
| Vulturu                 | 8.628    |
| Odobești                | 8.474    |
| Vidra                   | 7.568    |
| Homocea                 | 7.186    |
| Păunești                | 6.808    |
| Gugești                 | 6.763    |
| Dati del 1º luglio 2007 |          |

## Struttura del distretto
Il distretto è composto da 2 municipi, 3 città e 67 comuni

### Municipi
- Focșani
- Adjud

### Città
- Mărășești
- Odobești
- Panciu

### Comuni
- Andreiașu de Jos
- Bălești
- Bârsești
- Biliești
- Boghești
- Bolotești
- Bordești
- Broșteni
- Câmpineanca
- Câmpuri
- Cârligele
- Chiojdeni
- Ciorăști
- Corbița

- Cotești
- Dumbrăveni
- Dumitrești
- Fitionești
- Garoafa
- Golești
- Gologanu
- Gugești
- Gura Caliței
- Homocea
- Jariștea
- Jitia
- Măicănești
- Mera

- Milcovul
- Movilița
- Nănești
- Năruja
- Negrilești
- Nereju
- Obrejița
- Paltin
- Păulești
- Păunești
- Ploscuțeni
- Poiana Cristei
- Popești

- Pufești
- Răcoasa
- Răstoaca
- Reghiu
- Ruginești
- Sihlea
- Slobozia Bradului
- Slobozia Ciorăști
- Soveja
- Spulber
- Străoane
- Suraia
- Tănăsoaia

- Tătăranu
- Tâmboești
- Tulnici
- Țifești
- Urechești
- Valea Sării
- Vânători
- Vârteșcoiu
- Vidra
- Vintileasca
- Vizantea-Livezi
- Vrâncioaia
- Vulturu